# Peter Texier
Joseph Peter Texier, auch Pierre Texier (* 23. März 1738 in Hamburg; † 30. März 1818 in Hamburg-Altona) war ein Diplomat deutscher Herkunft in niederländischen und dänischen Diensten.

## Leben
Peter Texier war der Sohn von Bernhard Texier und Louise, eine Tochter von Claude Guillaumot de la Bergerie.
Texier vertrat als Legationssekretär von 1754 bis 1756 den niederländischen Gesandten in Hamburg. Texier wurde 1756 Sekretär der niederländischen Botschaft in Lissabon, 1758 in gleicher Position in Kopenhagen und von 1760 bis 1762 Sekretär beim niederländischen Gesandten Jan Jacob Mauricius (1692–1768) in Hamburg. 1763 trat er in den Dienst von Heinrich Carl von Schimmelmann. Im Mai 1768 begleitete er König Christian VII. auf seiner Reise ins Ausland als Schatzmeister. 1769 erhielt er den Titel des Gesandten, 1774 wurde er General-Buchprüfer der königl. Lotterie und 1775 dessen Erster Verwalter, 1777 dänischer Konsul in Danzig, und 1782 erster Direktor des königl. Handels- und Kanalkompanie in Altona. Im Laufe der Jahre unternahm er zahlreiche Reisen, um Anlagemöglichkeiten für den dänischen Staat zu finden, hauptsächlich in die Niederlande. 1805 wurde er Geheimer Legationsrat, 1815 nahm er Abschied von seinem Posten des Direktors des königl. dän. Fischerei- und Handels-Institut in Altona. 1809 wurde ihm der Dannebrog-Orden verliehen.
1780 heiratete er Marguerite Godeffroy (1755–1804), eine Tochter von Cesar Godeffroy (1706–1758). 1781 wurde die Tochter Louise Janette geboren, die später den Naturwissenschaftler Johann Gottfried Schmeisser (1767–1837) heiratete. Nach dem Tode seiner Frau ging Peter Texier 1807 eine zweite Ehe mit Fräulein Plohr ein.
Joseph Peter (Pierre) hatte einen Bruder Peter (Pierre) Texier (1716–1791). Er war Kaufmann und 1765 zum Makler/Auktionator in Hamburg bestellt worden. Er war verheiratet mit Marie Jacobée Chaunel (1726–1813), einer Tochter des Kaufmanns und Bankiers Jean Pierre Chaunel (1703–1789) und dessen Frau Marie Jacobée Boué (1712–1730).

## Werke
- J.P. Texier’s Reise durch Spanien und Portugal und von da nach England. Aus nachgelassenen Texten herausgegeben von Ludwig Koch, Erste Abteilung, Hamm, 1825

Rezension: Prof. Dr. G. Hassel: Neue allgemeine geographische und statistische Ephemeriden. Band 17. Verlag Landes-Industrie-Comptoirs, Weimar 1826, S. 312 (Digitalisat).

## Belege
- Einbürgerung England: siehe 1762, c 68 (legislation.gov.uk)
- Am 21. Juni 1788 Besteigung des Brockens in Begleitung von Christian Friedrich Schröder: Jahrbücher des Brockens von 1753 bis 1790, 2. Teil, S. 173 (Digitalisat)